# Herb Lorden
Herbert „Herb“  Lorden Jr. (* um 1920) ist ein ehemaliger amerikanischer Jazzmusiker (Holzblasinstrumente) und Arrangeur der späten Swingära.
Lorden spielte ab Mitte der 1940er-Jahre Klarinette und Altsaxophon im Orchester von Jan Garber. 1945 war er an Johnny Mercers Capitol-Session mit dem Carl Kress Orchestra unter Leitung von Bobby Sherwood beteiligt (Any Place I Hang My Hat Is Home).  In den 1950er-Jahren arbeitete er als Musiker und Arrangeur bei Harry James, zu hören auf dessen Columbia- und Capitol-Alben wie At the Hollywood Palladium (1954) und verschiedenen TV- und Filmmusiken. 1957 gastierte er mit James in Wien; 1960 trat er in der Ed Sullivan Show auf. Lorden arbeitete außerdem mit Maxwell Davis, Ernie Andrews und in den 1960er-Jahren mit dem New Glenn Miller Orchestra (Ghost Band) unter Leitung von Ray McKinley bzw. Buddy DeFranco. Im Bereich des Jazz war er zwischen 1944 und 1966 an 77 Aufnahmesessions beteiligt.